# گول‌زدن (زیست‌شناسی)

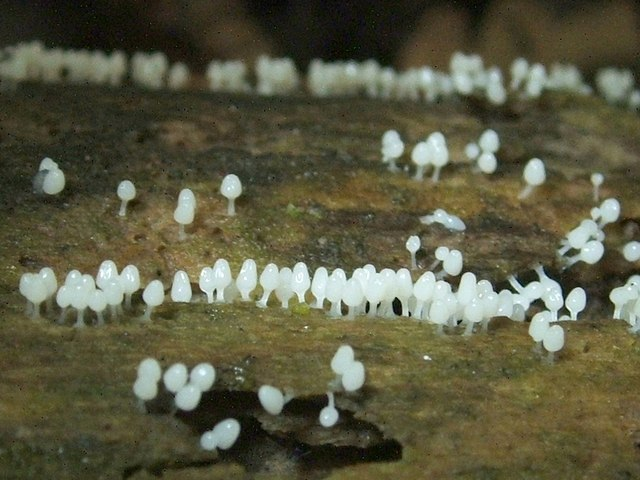
بدن‌های لاغر قارچ ساقه‌دار

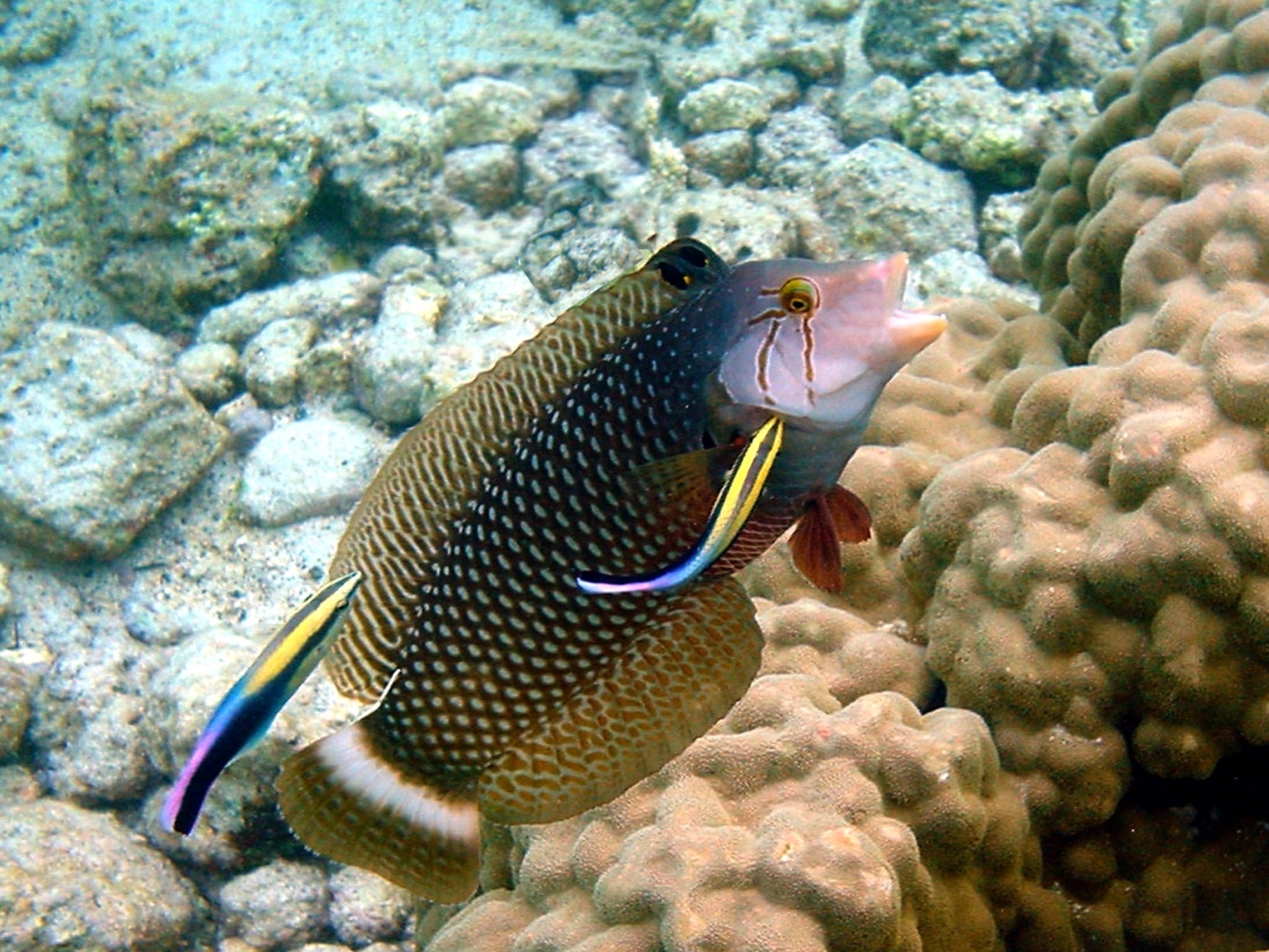
ماهی‌هایی که با ماهی راس پاک‌کننده کوچک‌تر در صخره‌های هاوایی تمیز می‌شوند

گول‌زدن (به انگلیسی: Cheating)، اصطلاحی است که در بوم‌شناسی و رفتارشناسی، رفتاری برای توصیف رفتاری به کار می‌رود که به موجب آن ارگانیسم‌ها به قیمت سایر جانداران سود دریافت می‌کنند. گول‌زدن در بسیاری از روابط متقابل و نوع دوستانه رایج است.  فرد گول‌زن، فردی است که همکاری نمی‌کند (یا کمتر از سهم خود همکاری می‌کند) اما به طور بالقوه می‌تواند از همکاری دیگران سود ببرد.  کلاهبرداران همچنین کسانی هستند که خودخواهانه از منابع رایج برای به حداکثر رساندن تناسب اندام فردی خود به هزینه گروه استفاده می‌کنند.  انتخاب طبیعی به سود گول‌زدن است، اما مکانیسم‌هایی برای تنظیم آن وجود دارد. 

## محدودیت‌ها و ضدواکنش‌ها
- شرایط محیطی و برهم‌کنش‌های اجتماعی تاثبرگذار بر گول‌زدن میکروبی
- فشار گزینشی در باکتری (درون‌گونه‌ای)
- پلیس‌بازی / مجازات
- ضدواکنش‌های برون‌گونه‌ای